# スーパーボウル・リング

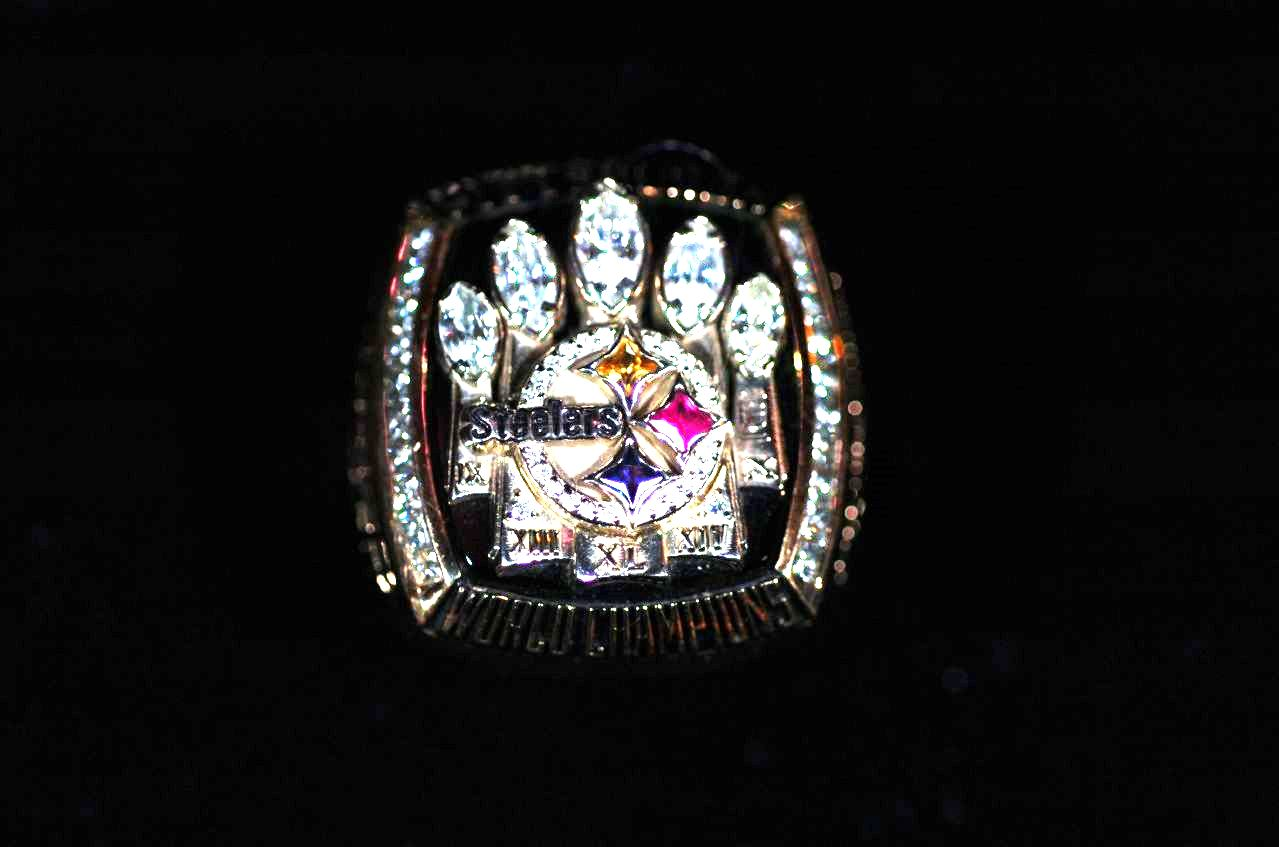
ピッツバーグ・スティーラーズの第40回スーパーボウルのリング

スーパーボウル・リング(Super Bowl ring)は、NFLの優勝決定戦であるスーパーボウルで優勝したチームのメンバーに褒賞として贈られるチャンピオンリング。ヴィンス・ロンバルディ・トロフィーはチームに1つしか授与されないため、選手個人に贈られるこの指輪を持つことは、NFL選手にとって最高の名誉となっている。準優勝チームのメンバーに贈られるリングもあるが、制限事項として単価が優勝チームの半分以下となるように定められている。
スーパーボウル・リングの授与式は、翌シーズン最初のホームゲームやファンミーティングなどの際に行われ、ホームのファン達の目の前で昨年の優勝ロースター（選手）やチーム関係者達に授与、栄誉を祝福される重要なセレモニーとなっている。
この他にも、各カンファレンス（AFCおよびNFC）で優勝したチームのメンバーに授与されるリングもある。

## 詳細
リングはダイヤモンドをあしらったイエローゴールドまたはローズゴールドで作られている。通常、チーム名・チームロゴ・「ワールドチャンピオンズ(World Champions)」のフレーズ・スーパーボウルの回数（通常はローマ数字で表示）が記載されている。ほとんどのリングには、ヴィンス・ロンバルディ・トロフィーやボールの形をしたダイヤモンドがあしらわれており、チームの優勝回数を表している。NFLはこれら150個のリング製作のために、1個あたり約5,000～7,000ドルを寄付している。リングは一部を除き、全て記念品会社のジャスティンズ社が製造している。
勝利したチームは、選手（出場、非出場問わず全員）・コーチ・トレーナー・幹部・人事および一般スタッフ以外にも、チームが望めば誰にでも、いくつでもリングを授与することが出来る。あるチームでは、スーパーボウルの優勝メンバーには選ばれていなかったがシーズン中にチームに在籍していた元選手やコーチ、更には名物場内アナウンサー（ニューヨーク・ジャイアンツで半世紀以上に亘り場内アナウンスを担当したボブ・シェパードなど）に指輪を授与したという例がある。

## スーパーボウル・リングの多数所持者
- 8個
  - ビル・ベリチック - ニューイングランド・ペイトリオッツのヘッドコーチとして6個、ニューヨーク・ジャイアンツのディフェンスコーディネーターとして2個

- 7個
  - トム・ブレイディ - クォーターバックとして7個（ニューイングランド・ペイトリオッツ在籍中に6個、タンパベイ・バッカニアーズ在籍中に1個）
  - ニール・ダーレン（英語版） - マネージャーとして7個（サンフランシスコ・フォーティーナイナーズで5個、デンバー・ブロンコスで2個）

### 日本人所持者
- 2個
  - 磯有理子 - ピッツバーグ・スティーラーズのアスレティックトレーナーとして在籍中、第40回スーパーボウルと第43回スーパーボウルの二度に渡りチームが優勝し、第40回では通常のチャンピオンリングと同数のダイアモンドがあしらわれた小型のリングを用いたペンダントを[11]、第43回ではメンバーと同じくチャンピオンリングが授与された。